# Zimbabwe
Zimbabwe (uitspraak: [zɪm'bɑpʋə]; officieel: de Republiek Zimbabwe) is een land in Afrika, dat grenst aan Zambia, Mozambique, Zuid-Afrika en Botswana. Het grootste deel van de 20e eeuw was het onder de naam Zuid-Rhodesië (vanaf 1965 onofficieel: Rhodesië) een Britse kolonie.

## Geschiedenis

### Prekoloniale periode

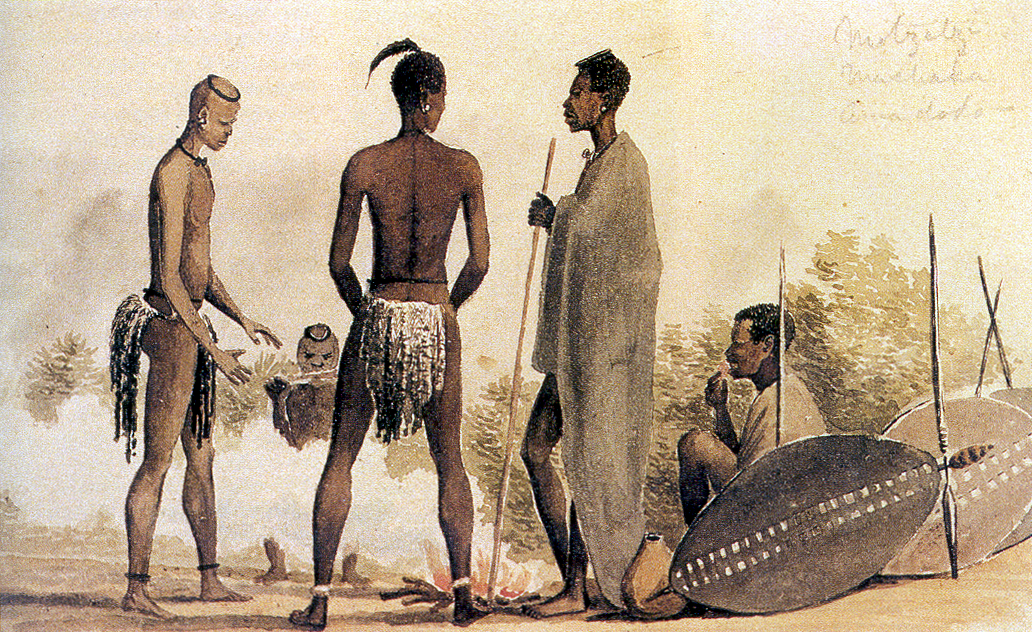
Illustratie van Noord-Ndebelekrijgers uit 1835

Jagers uit de IJzertijd, gerelateerd aan de huidige Khoisan, bewoonden het gebied ongeveer 5000 jaar geleden of eerder. Zij beeldden scènes van het leven uit in rotstekeningen door geheel Zimbabwe; deze staan bekend als Bushman paintings. In ongeveer 300 n. Chr. begonnen Bantoe-sprekende volken naar deze regio te migreren, en de eerder aanwezige jagers te verdringen. Onder deze Bantoe-volkeren waren ook de voorouders van de Shona. De ruïnes van Groot-Zimbabwe (vermoedelijk een Shona-sprekend rijk) getuigen hiervan. Vandaag de dag vormen de Shona ongeveer vier vijfde van de totale bevolking. Gekoppeld aan het ontstaan van contacten met moslim-handelaren aan de kust van de Indische Oceaan rond de 10e eeuw begon Groot-Zimbabwe zich in de 11e eeuw te ontwikkelen. Dit rijk verhandelde goud, ivoor en koper voor onder andere textiel, glas en keramiek. Halverwege de 15e eeuw viel dit Shona-rijk uiteen.
Gedurende een onrustige periode in Zuidelijk Afrika, bekend als Mfecane, trokken onder leiding van Mzilikazi de Noord-Ndebele (ook Matabele genoemd) in 1834 vanuit het huidige Zuid-Afrika het huidige Zimbabwe in. De Noord-Ndebele waren oorspronkelijk onderdeel van het Zoeloekoninkrijk van Shaka. In het huidige Zimbabwe streden zij onder anderen tegen de Shona en vormden uiteindelijk het koninkrijk Mthwakazi. Gedurende de migratie en strijd werden vele lokale clans en individuen opgeslokt in het rijk van de Noord-Ndebele. Het Sindebele werd de lingua franca.

### Koloniale geschiedenis

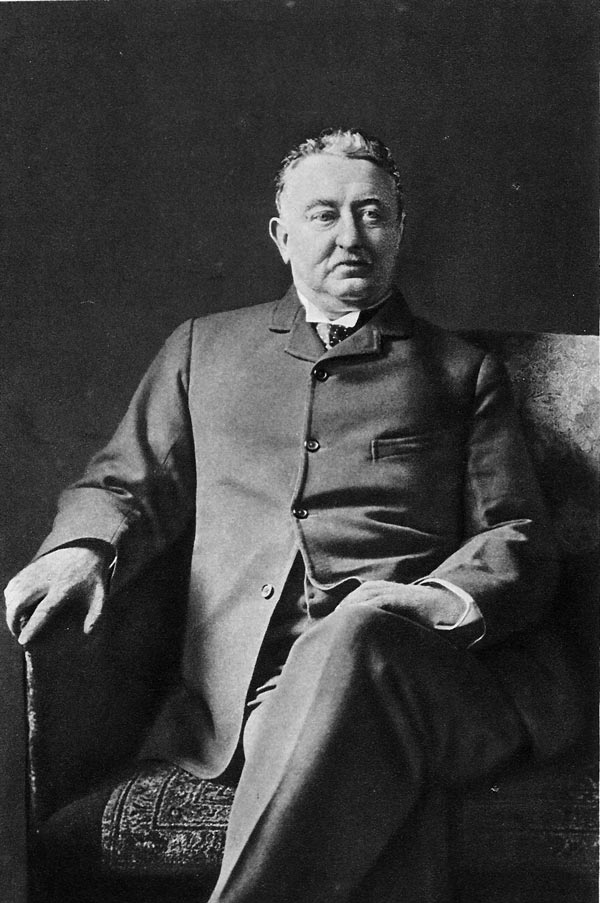
Cecil Rhodes

In de eerste helft van de 19e eeuw werd het gebied voornamelijk bewoond door de Shona en de Noord-Ndebele. De Noord-Ndebele stonden onder leiding van koning Mzilikazi en waren vooral veeboeren.
De British South Africa Company, onder de leiding van Cecil Rhodes, begon in 1888 met de ontginning van de aanwezige ertsen. Hij noemde het gebied dat het huidige Zimbabwe en Zambia omvat naar zichzelf: Rhodesië. Het was het begin van de kolonisatie. Cecil Rhodes sloot een verdrag met Lobengula, de toenmalige koning van de Noord-Ndebele en zoon van Mzilikazi. Lobengula wilde geen land afstaan aan Rhodes, alleen mijnrechten. Waarschijnlijk heeft Lobengula niet beseft dat mijnbouw ook grond zou kosten. Na het verdrag vestigden zich pioniers in Rhodesië en uiteindelijk werd Lobengula als machtsfactor uitgeschakeld. In 1889 kreeg Rhodes' firma (BSAC) van de Britse regering de machtiging om het land ook effectief te besturen. Rhodes begon ook de bezetting van Mashonaland te organiseren. Aanvankelijk hielden de pioniers zich bezig met de winning van ertsen, maar later gingen ze ook het land bewerken. De lokale bevolking en de pioniers leefden strikt gescheiden. De Noord-Ndebele en later ook de Shonastam kwamen in opstand in 1896 en 1897, maar deze werden neergeslagen door de Pioniers. Vandaag wordt deze opstand als de eerste 'Chimurenga' of bevrijdingsoorlog herdacht.
In het zuidelijk deel van Rhodesië hadden zich van het begin af aan de meeste blanke kolonisten gevestigd, vooral plantagehouders die een steeds groter deel van de grond voor zich opeisten. Dit deel kreeg in 1923 een grote mate van zelfbestuur, waar de gekozen chiefs zitting hadden in de Senaat en een stem voor hun stammen. Zo werd het huidige Zimbabwe gevormd, een zelf-regerende Britse kolonie met als naam Zuid-Rhodesië. De blanke kolonisten behielden wel het recht om zelf over alle binnenlandse aangelegenheden te beslissen. De "Land Apportionment Act" van 1931 deelde Rhodesië op in 'inheems' gebied (37 procent van het land) en 'Europees' gebied. Aanvankelijk was deze landverdeling geen groot probleem, toen de pioniers zich in Rhodesië vestigden woonden er slechts 250.000 Afrikanen in het gebied. Maar met de ontwikkeling van het land groeide de bevolking snel, stamhoofden hadden te weinig grond voor hun mensen. In de loop der jaren werd het land 50/50 verdeeld.
In 1953 voegden de Britten Zuid- en Noord-Rhodesië samen met Nyasaland, het huidige Malawi. Dit samengevoegde land heette de 'Federatie van Rhodesië en Nyasaland'. Deze federatie, ook wel de Centraal-Afrikaanse Federatie genoemd, werd gedomineerd door Zuid-Rhodesië. Groeiend Afrikaans nationalisme en algemene ontevredenheid zorgde ervoor dat de Britten de federatie in 1963 weer ophieven: de federatie viel uiteen in drie kolonies: Nyasaland (nu Malawi), Zuid-Rhodesië (nu Zimbabwe) en Noord-Rhodesië (nu Zambia). Zambia en Malawi werden zelfstandig en er werden zwarte Afrikaanse meerderheidsregeringen gevormd. In Zuid-Rhodesië werd het Rhodesian Front gekozen en kwam de macht in handen van een blanke minderheidsregering onder leiding van Ian Smith. Deze wenste eveneens zelfstandigheid, maar de Londense regering wilde daar niet op ingaan maar de macht geven aan Joshua Nkomo, die toen de leider was van de Noord-Ndebele. Ian Smith, de minister-president, was op dat punt echter onwrikbaar. In 1965 werd eenzijdig de onafhankelijkheid uitgeroepen.

### Blank minderheidsbewind

Officiële vlag van Rhodesië tot 1980

Feitelijke vlag van Rhodesië van 1965 tot 1979

Vlag van Zimbabwe Rhodesië in 1979

Op 11 november 1965 eindigde de Britse overheersing van Zuid-Rhodesië. De regering onder leiding van Ian Smith riep de onafhankelijkheid uit met de 'Unilateral Declaration of Independence' (UDI), een eenzijdige verklaring van onafhankelijkheid. De Britse regering bestempelde de UDI als een daad van rebellie, maar probeerde niet de macht opnieuw te vestigen. De Britse regering Wilson, van Labour verklaarde een economische boycot. Deze leidde op 18 maart 1970 tot een resolutie van de Veiligheidsraad die alle leden van de VN verplichtte de relaties met Rhodesië te verbreken. Maar dankzij de Zuid-Afrikaanse en Portugese steun konden deze sancties worden omzeild. Het werd moeilijker toen Mozambique onafhankelijk werd en in maart 1975 de grenzen sloot.
Rhodesië werd internationaal alleen door de regering van Zuid-Afrika erkend. In 1970 doopte de regering Rhodesië om tot de Republiek Rhodesië.

### Burgeroorlog
Niet alleen internationaal stond Rhodesië onder druk, ook intern waren de Afrikanen het niet eens met het blanke minderheidsbewind en al snel brak er een burgeroorlog uit waarbij de regering het op moest nemen tegen het door Afrikanen geleide ZAPU (Zimbabwe African People's Union) van Joshua Nkomo en de ZANU (Zimbabwe African National Union) van Robert Mugabe. Deze groeperingen werden gesteund door de buurlanden Zambia en Mozambique, de Sovjet-Unie, China en de westerse wereld. Mugabe was een fel tegenstander van de overheersers en zat van 1964 tot 1974 vast als politieke gevangene.

### Nieuw kiessysteem
Hoewel Rhodesië geen apartheidsregime kende, werd Smith door ZANU, ZAPU en de internationale gemeenschap gezien als een racist en blanke supremacist. Smith voerde een gelimiteerd kiesrecht in waardoor alleen goed opgeleide inwoners van Rhodesië mochten stemmen. In aanvang waren dit vooral blanke inwoners, later kwamen daar meer en meer zwarten bij. Van de 66 parlementszetels werden er in aanvang 16 bezet door zwarten. De regering van Rhodesië ging ervan uit dat op den duur, naarmate de zwarte Rhodesiërs beter opgeleid werden, er meer zwarte kiesgerechtigden zouden komen en dat de zwarte bevolking geleidelijk beter vertegenwoordigd zou zijn in het parlement en in de regering. Het was de bedoeling dat blanke en zwarte Rhodesiërs de macht in de toekomst zouden delen op grond van een 50-50 regeling, en dat men niet op grond van etnische afkomst maar van politieke voorkeur zou stemmen.

### Naar een zwarte meerderheid
Internationaal viel zowel het blanke minderheidsregime als de voorgenomen 50-50-regeling niet in goede aarde. De blanken vertegenwoordigden met nog geen 300.000 inwoners rond de 5,5% van de totale bevolking, een 50-50-machtsverdeling werd daarom niet als redelijk gezien. De internationale gemeenschap eiste een zwarte meerderheidsvertegenwoordiging. Ook intern bleef er verzet tegen de blanke minderheidsregering, dit verzet werd geleid door ZANU en ZAPU. Vanwege het blanke minderheidsregime bleven de internationale economische sancties van kracht. De interne onlusten en de internationale boycot begon z'n tol te eisen.
In 1978 kwam onder druk van Zuid-Afrika een machtsdelingsovereenkomst (Internal Settlement) tot stand tussen blanke en zwarte Rhodesiërs (Chief Chirau, Abel Muzorewa, Ndabaningi Sithole en James Chikerema en hun partijen). De machtsdelingsovereenkomst hield in dat de zeggenschap over de politie, ambtenarij en rechterlijke macht in handen bleef van de blanken, ook zouden de blanken recht hebben op 1/3 van de parlementszetels. In april 1979 werden er vrije verkiezingen gehouden die resulteerden in een zwarte meerderheid in het parlement. Op 1 juni 1979 werd de zwarte bisschop Abel Muzorewa gekozen en na de verkiezingen minister-president. Het land werd omgedoopt in Zimbabwe Rhodesië. De regering van Muzorewa werd echter niet internationaal erkend en ook intern woedde de burgeroorlog voort omdat de partijen ZAPU en ZANU niet wilden meedoen maar onmiddellijke overdracht eisten zonder verkiezingen. Zij gingen door met hun geweld tegen de bevolking en wilden macht "door de loop van het geweer."

### Einde burgeroorlog
In september 1979 nodigde de Britse regering Ian Smith, Muzorewa en de leiders van het Zimbabwaans Patriottisch Front (bestaande uit ZANU en ZAPU samen) uit voor een conferentie in Lancaster House in Groot-Brittannië. Tijdens de conferentie zou de onafhankelijkheid en toekomst van Zimbabwe Rhodesië besproken worden, ook wilden de Britten proberen de interne onlusten via diplomatie te beëindigen. De door Lord Carrington geleide conferentie zou drie maanden duren (van 10 september tot 15 december 1979). Op 21 december 1979 tekenden de delegaties uiteindelijk het 'Lancaster House Agreement', waarmee een einde kwam aan de burgeroorlog. Het akkoord voorzag in het begin van een grondwet, het beëindigen van de binnenlandse gewelddadigheden, nieuwe verkiezingen waaraan ook ZANU en ZAPU mee zouden doen en een herschikking van de macht: voortaan zouden de blanken in Zimbabwe Rhodesië nog recht hebben op 20% van de parlementszetels. Grootste struikelblok tijdens de conferentie was het landhervormingsprogramma van Mugabe; Mugabe wilde dat de blanken het land teruggaven aan de zwarte bevolking. Uiteindelijk zegden de Britten Zimbabwe Rhodesië 630 miljoen Britse Ponden toe waarmee de zwarte bevolking land kon kopen van de blanken, hiermee werd 20.000 km² land aangekocht voor zwarte inwoners.

### Verkiezingen van 1980, Rhodesië wordt Zimbabwe
De nieuwe verkiezingen waren vooral een eis van de internationale gemeenschap onder leiding van de Amerikaanse president Jimmy Carter en de Britse premier Margaret Thatcher. Aan de nieuwe verkiezingen deden ook de guerrillabewegingen ZANU (als ZANU-PF) en ZAPU (als PF-ZAPU) mee. In de periode tussen het Lancaster House Agreement en 18 april 1980 nam Groot-Brittannië het beheer over het gebied over. De verkiezing in februari 1980 werd met grote meerderheid van stemmen gewonnen door ZANU-PF van Robert Mugabe.
Aanhangers van ZAPU, veelal Noord-Ndebele wonend in Matabeleland, waren het niet eens met de overwinning van Mugabe (een Shona), zij verweten hem intimidatie van kiezers. Ook de blanken waren niet gelukkig met de overwinning door Mugabe, Ian Smith beschuldigde ZANU-PF eveneens van intimidatie. De Gemenebest-toezichthouders noemden de verkiezingen echter eerlijk gegeven de situatie waarin ze gehouden waren.
Een deel van de blanke bevolking beraamde een militaire coup tegen de regering onder de naam 'Operation Quartz'. De in Engeland woonachtige zoon van Ian Smith, Alec Smith, was altijd een voorstander geweest van een zwart meerderheidsbewind en kwam terug uit Engeland om te bemiddelen tussen zijn vader en Mugabe. Op 3 maart 1980 spraken Ian Smith, Mugabe en andere ZANU-leiders op initiatief van Alec met elkaar. Mugabe beloofde het Rhodesian Front (RF), waarvan Ian Smith de leider was, sleutelposities in het nieuw te vormen kabinet. Na het gesprek adviseerde Ian Smith de blanke gemeenschap op 4 maart 1980 om zich neer te leggen bij de uitslag van de verkiezingen en samen te werken met de nieuwe ZANU-regering. Hiermee was Operation Quartz van de baan. In maart 1980 werd Mugabe benoemd tot minister-president, vanaf 18 april heette het land Zimbabwe.

## Zimbabwe onafhankelijk

Vlag van Zimbabwe vanaf 1980

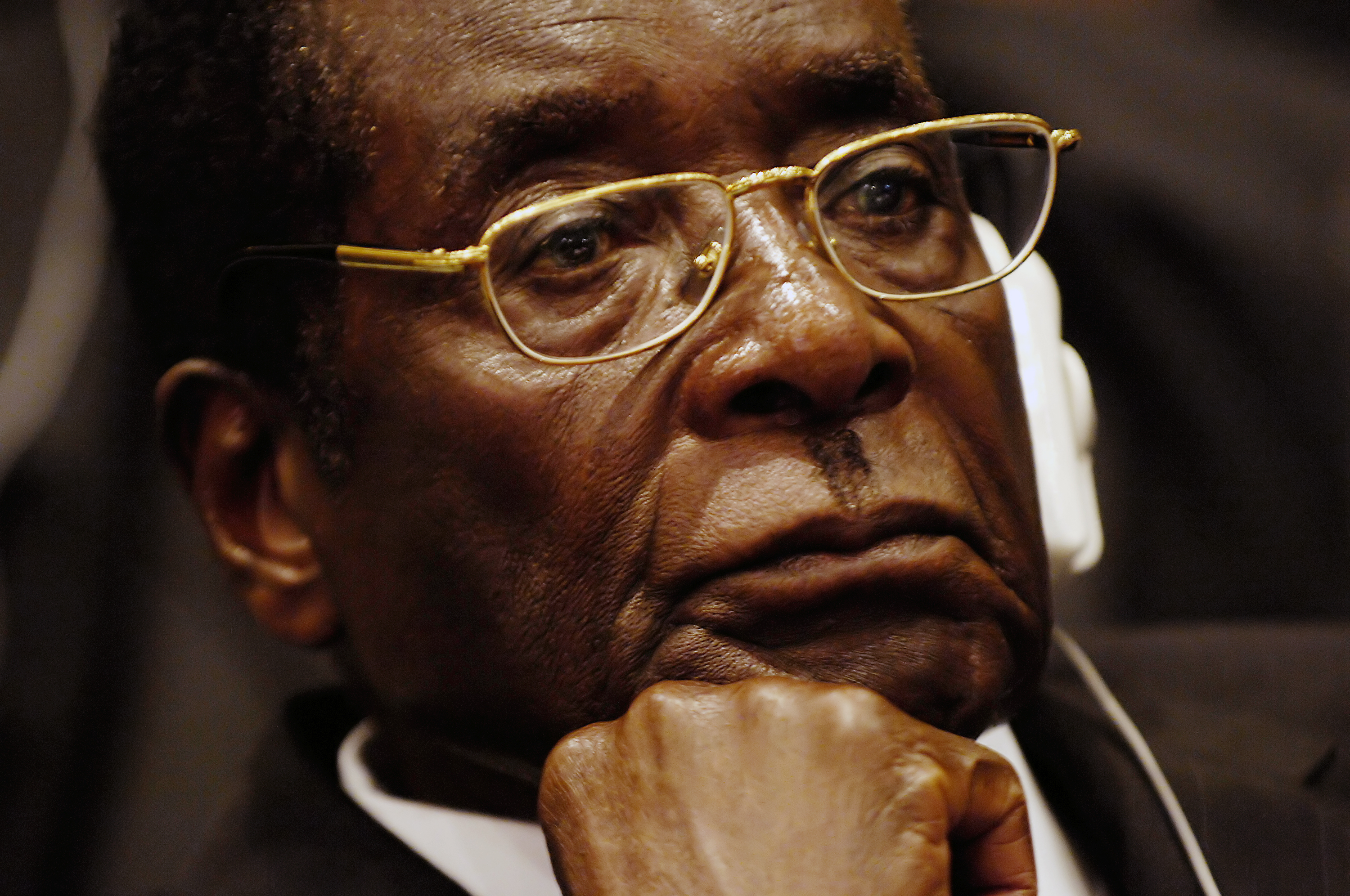
Robert Mugabe

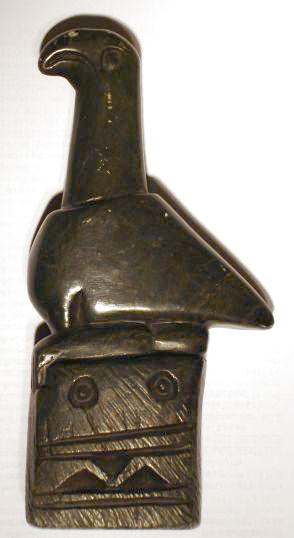
De vogel van Zimbabwe, het nationale symbool van Zimbabwe

Op 18 april 1980 werd Zimbabwe onafhankelijk verklaard en het Britse beheer opgeheven. Robert Mugabe werd minister-president en de dominee Canaan Banana president. Ian Smith werd adviseur van de regering en zette zich als zodanig internationaal in voor de handelsbelangen van Zimbabwe. Binnen het parlement werd Smith de leider van de oppositie, zijn RF werd omgedoopt tot Republikeins Front (de naam Rhodesië bestond immers niet meer). Aanvankelijk voerde Mugabe een gematigd bewind, dat echter met het verstrijken van de tijd steeds meer dictatoriale trekjes begon te vertonen. Hij streefde naar een eenpartijstelsel, hetgeen in strijd was met het akkoord van Lancaster House maar overeenkwam met de gangbare politiek in vele andere Afrikaanse landen.
Hiertoe moest allereerst zijn bondgenoot uit de guerrillastrijd tegen Ian Smith, Joshua Nkomo, worden uitgeschakeld. Nkomo was minister van Binnenlandse Zaken en had zijn machtsbasis in Matabeleland, in 1982 werd Nkomo gearresteerd omdat hij een complot tegen de regering zou smeden. De Noord-Ndebele vormden en vormen een minderheid in Zimbabwe en werden door de regering (bestaande uit Shona) onderdrukt. De arrestatie van Nkomo was de druppel die de emmer deed overlopen en de Noord-Ndebele kwamen in opstand tegen de onderdrukking. Hierop vielen troepen van Mugabe Matabeleland binnen 'om de Noord-Ndebele te ontwapenen'. Naar schatting kwamen tussen 1982 en 1985 rond 20.000 Noord-Ndebele door gewelddadigheden om het leven. Aan het geweld kwam pas een eind in 1988 toen ZANU-PF en ZAPU fuseerden tot ZANU-PF. ZAPU was daarmee opgeheven. Nkomo werd niet verder vervolgd en kreeg een ceremonieel ambt binnen ZANU-PF.
In 1985 was de oppositie onder leiding van Ian Smith aan de beurt. Door zijn steun aan het bewind van Mugabe nam de populariteit van Smith binnen de blanke gemeenschap af, van zijn aanvankelijke 20 zetels restte hem na een paar jaar nog maar 9 zetels. Bij de verkiezingen van 1985 maakte Smith een comeback, hij behaalde 15 van de 20 voor blanken gereserveerde zetels. Hoewel er in het Lancaster House Agreement was overeengekomen dat de blanken recht hadden op 20 van de toentertijd 100 parlementszetels, schrapte Mugabe in 1985 de blanke zetels. Hierdoor stond Ian Smith met lege handen. Smith trok zich terug uit de politiek en verhuisde naar zijn boerderij ten zuiden van de hoofdstad Salisbury (nu Harare). Een paar jaar later zou hij naar Zuid-Afrika vertrekken.
Vervolgens werd de president van de republiek, Canaan Banana, weggewerkt. In 1987 kreeg Zimbabwe een nieuwe grondwet waarin de positie van het staatshoofd versterkt werd. De minister-president werd afgeschaft en Mugabe riep zichzelf uit tot president. Er restte Banana niets anders dan te vertrekken, hij ging werken voor de Organisatie voor Afrikaanse Eenheid en werd directeur van het religieuze departement van de Universiteit van Harare. In 1996 werd Banana gearresteerd op verdenking van homoseksuele handelingen (een strafbaar feit in Zimbabwe). Hij werd tot elf jaar cel veroordeeld. Hij overleed in 2003.
De blanken werden tot het eind van de jaren 90 van de 20e eeuw redelijk met rust gelaten, dit veranderde in 2000. Na de onafhankelijkheid in 1980 was er een nieuwe elite ontstaan bestaande uit vriendjes van Mugabe, de brede onderlaag van de bevolking was er weinig op vooruit gegaan. Halverwege de jaren 90 kwam de oppositie in het geweer tegen de vriendjespolitiek en corruptie rond Mugabe en de uitzichtloze situatie waarin de meeste Zimbabwanen zich bevonden. Mugabe zag zijn macht afkalven en richtte zijn aandacht vervolgens op de blanken. Volgens Mugabe was het de schuld van de blanken dat de economie van Zimbabwe onvoldoende groeide, hiermee speelde Mugabe in op sluimerende anti-blanke gevoelens onder de zwarte inwoners van Zimbabwe. De landbouw en daarmee het land was bijna volledig in handen van de blanken, Zimbabwe was tot 2000 een voedselexporteur van belang en stond bekend als de graanschuur van Afrika. Met het doel weer populair te worden onder de zwarte bevolking van Zimbabwe voerde Mugabe in 2000 een landhervormingsprogramma in, een groot deel van het land van de blanke boeren werd zonder enige vorm van compensatie afgenomen en aan zwarte inwoners van Zimbabwe gegeven - meest waren dit weer vrienden van Mugabe. Deze zet zou Zimbabwe in een paar jaar tijd naar de rand van de afgrond brengen.

### Landhervormingsprogramma
In 2000 behaalde een nieuwe oppositiepartij, de Beweging voor Democratische Verandering (MDC), een opvallend resultaat bij de algemene verkiezingen: de MDC behaalde 57 van de toen nog 120 zetels tegen 62 zetels voor Mugabe. Wanneer niet zou zijn gefraudeerd, zou de MDC waarschijnlijk een meerderheid hebben behaald. Mugabe besloot de steun van de bevolking terug te winnen met een nieuwe landspolitiek waarbij land van de blanke boeren in handen zou komen van de zwarte bevolking.
Dat Mugabe koos voor deze zet was geen verrassing. Vanaf het begin van zijn leiderschap had hij de herverdeling van land hoog op zijn agenda staan. De Britse regering gaf de zwarte bevolking na de machtsovername door Mugabe in 1980 630 miljoen Britse Ponden, waarmee zij land aan konden kopen. In 1998 wilde Mugabe het land opnieuw herverdelen door land van blanke boeren te kopen en aan de zwarte bevolking te geven. Zimbabwe had hier echter het geld niet voor, aldus Mugabe, dus klopte hij weer aan bij Groot-Brittannië dat als voormalig kolonisator 'zijn verantwoordelijkheid' moest nemen. In 1998 zegden westerse landen, waaronder Groot-Brittannië, Zimbabwe opnieuw toe de herverdeling van land te financieren. De financiers trokken zich echter terug toen duidelijk werd dat Mugabe veel meer land wilde herverdelen (zo'n dertig procent van de landbouwgronden) dan aanvankelijk het plan was. Wettelijk was het tot die tijd zo geregeld dat blanke boeren gedwongen konden worden om hun land af te staan, maar hiervoor moesten zij wel financieel gecompenseerd worden. Nu er geen geld was, leek die weg afgesneden. 'Maar een wet kan veranderd worden', besloot het regime van Mugabe. In 1999 ontwierp de regering van Zimbabwe een grondwetswijziging waarin de macht van Mugabe werd uitgebreid én onteigening van boerderijen van blanke boeren werd toegestaan - dit keer zonder enige vorm van compensatie. In februari 2000 werden deze wijzigingen in een referendum met 55% tegen weggestemd door de Zimbabwaanse bevolking. Het Hooggerechtshof in Zimbabwe verklaarde het landhervormingsplan van Mugabe in 2000 en in 2001 nietig. Land afnemen zonder compensatie zag men als diefstal. De regering trok zich echter niets aan van het referendum of van het Hooggerechtshof. De rechters die in hun arresten de onteigeningen als illegaal en ongrondwettelijk bestempelden werden buitenspel gezet en het landhervormingsprogramma ging gewoon door.
Mugabe voerde zijn landhervormingsprogramma in 2000 in. Dit landhervormingsprogramma was drastisch maar niet onverwacht, als Mugabe in de problemen kwam trok hij wel vaker de 'kolonisatiekaart' en probeerde van de blanken - vooral de Britten - een gemeenschappelijke vijand te maken. Deze tactiek paste Mugabe al jaren toe en hij zou haar na het mislukken van het landhervormingsprogramma alleen maar vaker gaan toepassen. Dat de blanken geen compensatie ontvingen was volgens Mugabe logisch, de blanken hadden het land immers onrechtmatig in bezit, het land behoorde toe aan Afrika en dus aan zwarte Afrikanen, aldus Mugabe. Bovendien, zo zei Mugabe, hadden de blanken de beste landbouwgrond in bezit. Dit werd weersproken door de boeren, die erop wezen dat zij niet de beste grond maar de 'best ontwikkelde grond' in bezit hadden en ander land net zo goed zou zijn mits ontwikkeld.

#### Agrarische sector stort in
Aanvankelijk ging de landhervorming traag, maar in 2001 begon de regering de boerderijen van blanken op grote schaal en zonder enige vorm van compensatie te onteigenen. Mugabe riep aanhangers van ZANU-PF op om de boerderijen te kraken en de blanke boeren te verjagen. Meestal gebeurde dat met de hulp van door Mugabe in het leven geroepen 'milities' bestaande uit jonge aanhangers van Mugabe en veteranen die hadden gevochten in de onafhankelijkheidsstrijd, in die periode vonden er ook slachtpartijen plaats op blanke boeren en zwarte boerenknechten die gezien werden als meelopers. In totaal werd 110.000 km² van de aanwezige 120.000 km² landbouwgrond in beslag genomen. De zwarte boerenknechten die jarenlang op de landerijen gewerkt hadden en over deskundigheid beschikten, werden net als de blanke boeren met geweld van het land verjaagd. De verworven landerijen werden verdeeld onder vrienden en politieke bondgenoten van Mugabe, de arme landloze zwarte Zimbabwanen kregen niets. Nadat de blanke boeren en hun knechten verjaagd waren, kwamen de akkers door ontbrekende expertise en de onwil om te investeren in de landbouw al snel braak te liggen. Enkele goedwillende boeren kregen de boerenbedrijven ook niet van de grond, de stukken grond waren of te groot om te kunnen bemannen of te klein om redelijk van te leven. Ook konden ze vaak geen leningen krijgen om machines of gewassen te kopen, ze waren immers juridisch niet de eigenaar van de grond en konden de bank daarom geen zekerheid bieden in de vorm van onderpand. Vanaf 2002 was er nauwelijks meer diesel te verkrijgen en dat was nodig om water omhoog te pompen, de akkers konden niet meer geïrrigeerd worden en ook voor het vee was er onvoldoende water.
Door de onkunde, het gebrek aan investeringen en de aanhoudende droogte in Zimbabwe verwilderden de meeste akkers snel, de agrarische productie stortte volledig in. In 2007 was 90% van het vee en dieren in voorheen door blanken beheerde wildparken omgekomen door droogte, voedselgebrek en vooral stropers. Doordat er geen landbouw meer was, dienden de dieren als voedsel en handelswaar. Dit lot trof ook de wilde dieren in Zimbabwe, de wildstand in Zimbabwe was in 2007 al met zeker 60% afgenomen. Door het instorten van de agrarische sector steeg de werkloosheid tot bijna 85% en ontstond er een hongersnood. Na het instorten van de landbouw was een derde van de bevolking afhankelijk van humanitaire voedselhulp, dat aantal steeg nadien gestaag tot meer dan de helft. Kritiek op Mugabe was niet mogelijk, iedereen die commentaar had op het regime werd hardhandig de mond gesnoerd.

#### Uittocht blanken
Met het landhervormingsprogramma begon een tweede grote uittocht van blanken uit Zimbabwe. In de jaren 70 woonden er 290.000 blanken in - toen nog - Rhodesië, dit was 5,5% van de totale populatie. Hieronder bevonden zich ca. 22.000 boeren, die 50% van de landbouwgronden van Rhodesië bezaten. Ten tijde van het aantreden van het zwarte meerderheidsbewind in 1980 woonden er 240.000 blanken in Zimbabwe. De blanke inwoners konden zich moeilijk aanpassen aan hun nieuwe status van 'minderheid' en voelden zich onzeker over hun toekomst, velen emigreerden in het begin van de jaren 80, in 1984 telde Zimbabwe tussen de 90.000 en 100.000 blanke inwoners. Politieke onrust en het landhervormingsprogramma luidde in 2000 een tweede uittocht van blanke Zimbabwanen in. Een volkstelling in 2002 telde 46.743 blanken waaronder 10.000 ouderen (boven de 60). Onder deze blanken bevonden zich in 2000 4.500 boeren. In 2003 restten er nog 300 blanke boeren. Zij bezaten hoofdzakelijk kleinere boerenbedrijven. Het aantal blanken nam daarna voortdurend af. Geschat wordt dat er rond 2012 nog 40.000 blanken wonen. Een volgende volkstelling was gepland in 2012. De meerderheid van de blanken die dan nog in Zimbabwe woonden zijn te verdelen in twee groepen. Of ze waren 'bevriend' met Mugabe en steunden diens bewind (ook financieel). Deze blanken waren over het algemeen vermogend tot zeer vermogend. In het andere geval waren het arme blanken die over onvoldoende middelen beschikken om het land te verlaten. Zij hadden hun pensioen en/of hun bedrijf verloren aan de zittende regering.
Eind september 2007 werd een nieuwe wet in het Zimbabwaanse parlement aangenomen die de blanke bevolking opdraagt een meerderheidsbelang in hun bedrijven (zoals industrie, toerisme etc.) aan de inheemse bevolking af te staan. Hiermee lijkt het jaar 2000 nog eens te worden herhaald. Volgens Paul Mangwana, Minister van Inheemse Zaken is het 'niet racistisch om zaken die verkeerd zijn te corrigeren'. De wet zou 'koloniale ongelijkheden rechtzetten'.
Medio 2009 werd bekend dat partijbonzen van de Zimbabwaanse regeringspartij ZANU-PF, de partij van Mugabe, zich de veelal door blanken beheerde wildparken hadden toegeëigend. Mugabe gaf ook lieden uit de leger- en politietop toestemming om de beschermde natuurgebieden te bezetten. Volgens ZANU-PF minister Francis Nhema, die de 'contracten' uitdeelde, was de zwarte bevolking ten onrechte buiten de bedrijfstak van natuurbewaring gehouden. De MDC-T-partij van Morgan Tsvangirai was het niet eens met de confiscatie van blanke bedrijven, niet omdat hij de onteigening als onwettig beschouwde maar omdat hij het onterecht vond dat alleen het ZANU-PF-kader profiteerde en niet de MDC-aanhangers.
In oktober 2009 berichtte The Zimbabwe Times dat president Mugabe voornemens was om ook de laatste blanke boeren (toen nog tussen de 300 en 400) van hun land te verdrijven. ZANU-PF had besloten dat geen enkele buitenlander grond in Zimbabwe mocht bezitten. Ondanks het feit dat blanken vaak al generaties lang in Zimbabwe woonden, erkende ZANU-PF blanken niet als Zimbabwanen. De Zimbabwe Times baseerde dit bericht op een memorandum van 27 augustus 2009 van landbouwminister Herbert Murerwa. Dit memorandum werd wijd verspreid onder de milities van ZANU-PF en leidde tot gewelddadige aanvallen op blanke boeren. In 2009 kon Zimbabwe de bevolking al lang niet meer van voedsel voorzien, de voormalige graanschuur van Afrika had voldoende voedsel voor ongeveer een kwart van de eigen bevolking. Morgan Tsvangirai waarschuwde dat met het verdrijven van de resterende blanke boeren het voedseltekort alleen maar zou oplopen. Dit veranderde het beleid van de regering echter niet. Mugabe was geïrriteerd over het verzet van de blanke boeren, boeren die hun land niet zouden afstaan moesten worden vervolgd, aldus Mugabe.

### Operatie Murambatsvina
Na de verkiezingen van 2005 kondigde de overheid Operatie Murambatsvina aan. Door de armoede in het land kwamen er steeds meer sloppenwijken. Deze zich almaar uitbreidende sloppenwijken werden als bron van onvrede gezien, bovendien waren de arme bewoners van de sloppenwijken in meerderheid aanhangers van de oppositie. De regering gaf de opdracht de sloppenwijken met de grond gelijk te maken onder het mom dat ze daarna voor goede huisvesting zouden zorgen. Die nieuwbouw is er nooit gekomen. Tijdens de operatie werden zo'n 700.000 huizen en bedrijven vernietigd, hierdoor werden honderdduizenden mensen helemaal dakloos en sloegen velen van hen op de vlucht. Sinds het eind van de jaren negentig van de 20e eeuw zijn tussen de 4 en 5 miljoen Zimbabwanen het land ontvlucht, vooral naar omliggende landen als Zuid-Afrika en Botswana. Ruim 3 miljoen Zimbabwanen vluchtten naar Zuid-Afrika, deze grote toestroom van Zimbabwanen leidde in Zuid-Afrika weer tot rassenrellen.
Veel Zimbabwaanse vluchtelingen worden in de landen waar ze naartoe vluchten weer uitgebuit door de plaatselijke bevolking. Mannen werken onderbetaald of worden helemaal niet betaald. Nadat ze een paar maanden 'gratis' gewerkt hebben, geeft hun werkgever ze aan als illegale immigrant. Vrouwen worden vaak met valse beloften gelokt en komen terecht in de seksindustrie of worden ingezet als onbetaalde of onderbetaalde kracht in de huishouding.
In 2008 woonden er 11,3 miljoen mensen in Zimbabwe. Bijna 2 miljoen mensen zijn besmet met aids, de levensverwachting was in 2008 39 jaar. De Zimbabwaanse regering is niet ongerust over de leegloop van het land. Didymus Mutasa, het toenmalige hoofd van de Zimbabwaanse veiligheidsdienst, verklaarde in 2002 aan de BBC dat de regering het aantal inwoners graag gehalveerd zag. Volgens Mutasa zou Zimbabwe beter af zijn met 6 miljoen inwoners, 'eigen mensen' die de regering gesteund hadden tijdens de onafhankelijkheidsstrijd.

### Inflatie

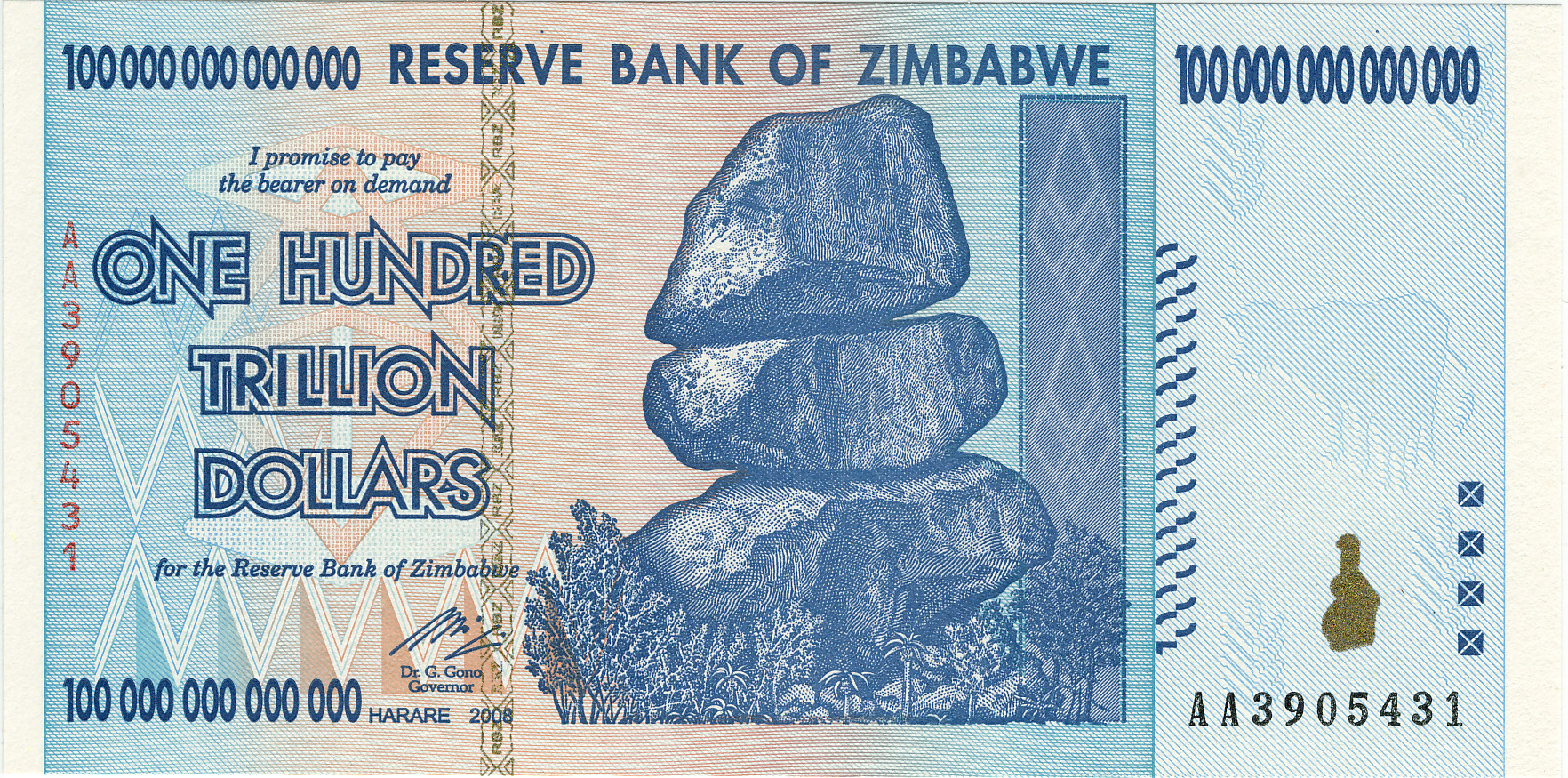
100 biljoen Zimbabwaanse dollar

De economie had in 2008 het hoogste krimppercentage en de hoogste inflatie ter wereld; daardoor kende Zimbabwe een werkloosheid van ca. 94%. Niet alleen de landbouw was ingestort, maar bijvoorbeeld ook de toeristenindustrie. In de jaren 90 trok Zimbabwe jaarlijks meer dan 1 miljoen toeristen met een piek van 1,4 miljoen in 1999. Na het landhervormingsprogramma daalde het aantal toeristen in 2000 direct met 75%. Het toerisme was in 2008 vrijwel non-existent. Door droogte, voedselgebrek en vooral door stropers nam de wildstand in de reservaten met 90% af, buiten de reservaten werd zeker 60% van de wilde dieren gedood. De laatste schatting dateert uit 2007, waarschijnlijk ligt het percentage gedode dieren hoger. Het verdwijnen van de wilde dieren binnen en buiten de reservaten in combinatie met ontbossing kan ook in de toekomst desastreus zijn voor de toeristenindustrie.
Het regime schoof steevast alle schuld voor de problemen in de schoenen van zogenaamde imperialistische mogendheden (met name Groot-Brittannië en de Verenigde Staten), die van Zimbabwe opnieuw een kolonie zouden willen maken. Er werd toenadering gezocht tot niet-westerse landen zoals Libië en China voor noodkredieten om bijvoorbeeld acute brandstoftekorten op te lossen. Het Internationaal Monetair Fonds verwachtte dat de inflatie in Zimbabwe aan het eind van 2007 100.000% zou bedragen. In februari 2008 werd de officiële inflatie bekendgemaakt door Zimbabwe, zij bedroeg toen - conform de schatting van het IMF - 100.000%. Deskundigen schatten de inflatie nog hoger, op 150.000%. In 2007 steeg de prijs voor een krant met 200.000% naar 3 miljoen Zimbabwaanse dollar (40 eurocent), voedselprijzen stegen nog sneller: de prijs van een kilo kip steeg 236.000% naar 15 miljoen Zimbabwe dollars (2 euro). Op 18 januari 2008 werden er biljetten van 1 miljoen, 5 miljoen, 10 miljoen en 250 miljoen Zimbabwaanse dollars uitgegeven. Dit laatste biljet was toen het briefje met de hoogste nominale waarde ter wereld. Als men praat over de waarde van een biljet wordt doorgaans de zwartemarktwaarde genomen. Deze waarde is veel lager dan de officiële wisselkoers, maar is reëel als men kijkt naar de prijzen van levensmiddelen. De officiële wisselkoers is vastgesteld door de regering en wordt kunstmatig hoog gehouden. Als men de officiële wisselkoers aan zou houden, zou de prijs van een brood omgerekend ongeveer 400 euro bedragen (in juli 2008). In december 2008 werd door de centrale bank van Zimbabwe een bankbiljet van 10 miljard Zimbabwaanse dollar geïntroduceerd vanwege de hyperinflatie in het land. De prijzen verdubbelden in die periode elke dag, de inflatie in Zimbabwe was verreweg de hoogste ter wereld. Mugabe weet de crisis in Zimbabwe aan de sancties opgelegd door westerse landen, vooral de 'VS en hun bondgenoten'. Uiteindelijk liep de biljetwaarde op tot 100 biljoen dollar.
Op 8 april 2024 werd de ZiG als nieuwe munt ingesteld.

## Vanaf 2008
Tot 2000 deed het land het economisch nog redelijk tot goed, maar na de landhervorming is Zimbabwe in een neerwaartse spiraal terechtgekomen - zowel economisch als politiek. Vanaf de jaren 90 van de 20ste eeuw worden verkiezingen nog slechts met behulp van geweld en intimidatie door ZANU-PF gewonnen. De pers in Zimbabwe is aan banden gelegd, kritische buitenlandse media (met name de BBC) worden geweerd. Oppositionele politici worden verdacht gemaakt, beschuldigd van verraad (vooral MDC-leider Morgan Tsvangirai) en/of gevangengezet. Er ontstond zo een steeds sterker repressief regime onder de regering van de Zimbabwe African National Union - Patriotic Front (ZANU-PF) onder leiding van Mugabe.

### Verkiezingen 2008

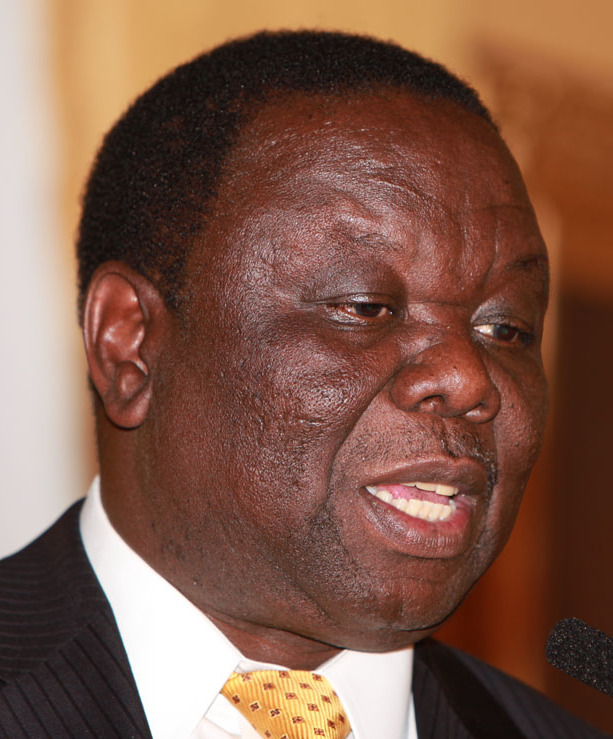
Oppositieleider Morgan Tsvangirai

Op 29 maart 2008 vonden er verkiezingen plaats waaraan meerdere partijen meededen. De belangrijkste kandidaten waren Robert Mugabe van ZANU-PF, Morgan Tsvangirai van de MDC-T) en Simba Makoni, een onafhankelijke kandidaat. Het toezicht op de verkiezingen was in handen van waarnemers van de Afrikaanse Unie, Mugabe weigerde niet-Afrikaanse waarnemers. De waarnemers en de oppositiepartijen constateerden dat er op grote schaal fraude werd gepleegd bij de verkiezingen. Zo werd het aanhangers van de oppositie onmogelijk gemaakt om te stemmen, vond er intimidatie plaats, werden kiezers omgekocht door Mugabe en voerde Mugabe een groot aantal 'spookkiezers' op (kiezers die wel op lijsten stonden maar niet of niet meer bestonden). Ondanks de grootscheepse fraude en intimidatie door Mugabe werden de verkiezingen gewonnen door Tsvangirai. Op 3 april 2008 werd bekend dat de MDC 109 zetels van de in totaal 210 zetels behaalde, tegen 97 zetels voor ZANU-PF. Mugabe hield de uitkomst langere tijd geheim en deed daarna moeilijk over de telling, volgens Mugabe en zijn aanhangers had Tsvangirai weliswaar de meeste stemmen behaald maar niet de benodigde absolute meerderheid, daarom kwam er een tweede verkiezingsronde.
Die verkiezingen vonden plaats op 27 juni 2008, hierbij konden kiezers kiezen tussen Mugabe en Tsvangirai. De tweede verkiezingsronde was omgeven door geweld, in de periode voor de verkiezingen werden duizenden aanhangers van de MDC ernstig mishandeld en tientallen vermoord waaronder vrouwen van oppositieleden. De tweede man van de MDC werd opgepakt en beschuldigd van hoogverraad. Op 22 juni vluchtte Tsvangirai naar de Nederlandse ambassade, op diezelfde dag trok hij zich wegens het geweld terug uit de verkiezingsstrijd. Hierdoor konden de kiezers tijdens de tweede ronde alleen op Mugabe stemmen. Om de verkiezing enige geloofwaardigheid te geven werden kiezers onder druk gezet om hun stem uit te brengen. Wie weigerde te stemmen moest vrezen voor geweld, Mugabe's knokploegen maakten jacht op mensen die nog geen inkt aan hun vinger hadden ten teken dat ze hun stem hadden uitgebracht. Ondanks de intimidatie bleef de opkomst laag. Als enige kandidaat won Mugabe de tweede verkiezingsronde. Internationaal werd de uitslag niet erkend, zelfs regeringen van omliggende landen die Mugabe altijd gesteund hadden (waaronder de regering van Zuid-Afrika) lieten Mugabe vallen en noemden de verkiezingen een farce.

### Geen regering van nationale eenheid
Na lange onderhandelingen over wie de verkiezingen van 2008 gewonnen had, maakte oppositieleider Tsvangirai en de Zuid-Afrikaanse president Thabo Mbeki, die optrad als bemiddelaar, op 11 september 2008 bekend dat er een akkoord bereikt was over het delen van de macht in Zimbabwe, op 15 september 2008 tekende Mugabe namens de ZANU-PF en Tsvangirai namens de MDC het akkoord. Bedoeling van het akkoord was dat Mugabe en Tsvangirai samen een regering van nationale eenheid zouden vormen. Ondanks dit akkoord bleef Mugabe stevig aan het roer als machthebber van het autoritair regime in Zimbabwe. De onderhandelingen rond de vorming van een regering van nationale eenheid liepen vast op de verdeling van kabinetsposten. In december 2008 vroeg Tsvangirai zijn partij de onderhandelingen stop te zetten.

### Cholera-epidemie en verder
Omdat er onvoldoende schoon drinkwater was, brak augustus 2008 een cholera-epidemie uit. Op 11 december 2008 ontkende Mugabe deze epidemie, maar die ontkenning werd een dag later weer ingetrokken, volgens een woordvoerder van de regering had Mugabe 'een grapje gemaakt'. Diezelfde dag - 12 december 2008 - verklaarde Mugabe dat de cholera-epidemie door Groot-Brittannië was veroorzaakt in een poging genocide te plegen op het volk van Zimbabwe. Groot-Brittannië zou daarbij geholpen zijn door andere westerse mogendheden. Van augustus tot en met december 2008 raakten 30.000 Zimbabwanen besmet en stierven er 1500 mensen. Schoon drinkwater was vooral in en rond de steden niet beschikbaar. In eerste instantie weigerde Mugabe alle hulp, maar medio december liet hij wel internationale hulpverleners toe die voor schoon drinkwater konden zorgen. Inmiddels was de helft van de bevolking ondervoed.
Steeds meer regeringsleiders riepen Mugabe op te vertrekken, Mugabe bleek dat niet van plan en zei begin december 2008 dat de wereldleiders 'hun vuile bek moeten houden'. Op 19 december 2008 verklaarde Mugabe dat hij zich nooit zal overgeven, hij meende dat geen enkel Afrikaans land het aan zal durven hem ten val te brengen. In het Westen (vooral Amerika) wordt aangedrongen op ingrijpen, maar de meeste buurlanden zijn tegen militair ingrijpen in Zimbabwe. In 2008 begonnen regeringen op het Afrikaanse continent voorzichtig of minder voorzichtig afstand te nemen van Mugabe. Zijn regering werd onder andere gesteund door buurlanden Zuid-Afrika, Mozambique en Zambia maar ook andere landen bewonderden het regime van Mugabe en ontkenden dat er in Zimbabwe sprake was van een crisis. Afrikanen zijn er lang van uitgegaan dat het Westen Mugabe wilde demoniseren en verzetten zich daarom tegen westerse inmenging. De toenmalige Zuid-Afrikaanse president Thabo Mbeki zei medio 2008 nog dat de Afrikanen hun problemen zelf op wilden lossen 'binnen Afrika en op de Afrikaanse manier'.

### 2012 en 2013: versoepeling EU-sancties; referendum
In februari 2009 trad uiteindelijk toch een nieuwe regering aan, waarin naast de ZANU-PF (die sinds 1980 alleen aan de macht was geweest) ook de MDC vertegenwoordigd was. Mugabe bleef president, terwijl Morgan Tsvangirai benoemd werd tot premier. Het premierschap, dat in 1987 door Mugabe was afgeschaft, werd daarmee opnieuw ingevoerd. Het was een unicum dat een oppositiepartij in Zimbabwe regeringsverantwoordelijkheid kreeg, maar in de praktijk hield de ZANU-PF de touwtjes stevig in handen.
Begin 2012 besloot de Europese Unie om een deel van de aan Zimbabwe opgelegde sancties, zoals reisbeperkingen, op te heffen. De EU zei dat het land goed op weg was om democratische verkiezingen te organiseren en sprak zelfs van 'historische veranderingen'. Human Rights Watch had eerder de EU juist opgeroepen om de sancties niet te versoepelen. Sancties speciaal gericht tegen Mugabe bleven in stand. In maart 2013 werden er nog meer EU-sancties opgeheven. Dit nadat er een referendum was gehouden waarin 95% van de Zimbabwaanse kiezers voor een wijziging in de grondwet hadden gestemd, waarin de macht van de president in de toekomst beperkt wordt. Ook ditmaal bleven de sancties tegen Mugabe zelf van kracht.
Na de verkiezingen van 2013 verdween de MDC weer in de oppositie en regeerde de ZANU-PF onder Mugabe alleen verder.

### 2017: militaire staatsgreep en aftreden Mugabe

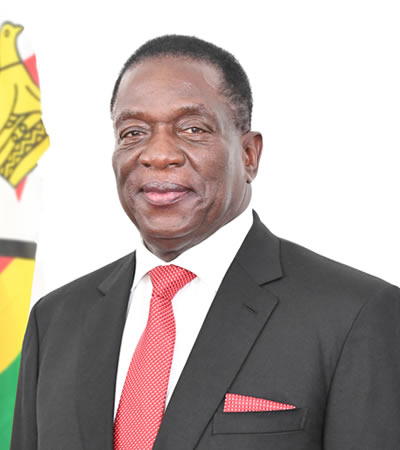
President Emmerson Mnangagwa

Na 2013 werd openlijk gediscussieerd over wie op termijn de opvolger moest worden van de inmiddels hoogbejaarde Mugabe. Alles wees erop dat hij zijn echtgenote Grace Mugabe naar voren wilde schuiven, ten koste van de populaire vicepresident Emmerson Mnangagwa. Toen Mnangagwa in november 2017 door Mugabe ontslagen werd, reageerde het leger met een staatsgreep. Het echtpaar Mugabe werd uit de partij gezet en kort daarop legde Robert Mugabe na 30 jaar het presidentschap neer, nadat het parlement een afzettingsprocedure tegen hem had opgestart. Mnangagwa werd benoemd tot de nieuwe leider van de ZANU-PF en de nieuwe president van Zimbabwe. Mugabe zou in 2019 op 95-jarige leeftijd overlijden.

### Verkiezingen 2023
In september 2023 werd uittredend president Mnangagwa beëdigd voor een tweede ambtstermijn, na omstreden verkiezingen in augustus. Begin 2025 werd na twintig jaar alsnog gestart met het financieel compenseren van een deel van de tijdens het landhervormingsprogramma onteigende witte boeren. Het doel hiervan was om door herstel van het eigendomsrecht het land weer aantrekkelijk te maken voor buitenlandse investeerders.

## Staatsinrichting
- Staatsvorm: presidentiële republiek met een meerpartijenstelsel
- Staatshoofd en regeringsleider: President Emmerson Mnangagwa (sinds 24 november 2017), opvolger van president Robert Mugabe (1987–2017)
- Volksvertegenwoordiging: Parlement van Zimbabwe
  - Nationale Vergadering, lagerhuis (270 leden)
  - Senaat, hogerhuis (80 leden)
- Verkiezingen: Algemene (presidents- en parlements)verkiezingen worden om de vijf jaar gehouden
- Voornaamste politieke partij: Zimbabwaanse Afrikaanse Nationale Unie - Patriottisch Front (ZANU-PF)

## Bestuurlijke indeling

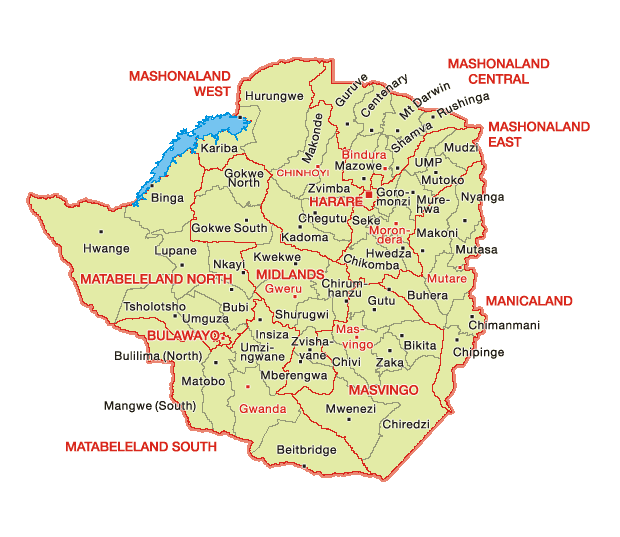
Bestuurlijke indeling van Zimbabwe

Zimbabwe is ingedeeld in 8 provincies en 2 steden met provinciale status:
- Bulawayo (stad)
- Harare (stad)
- Manicaland
- Mashonaland Central
- Mashonaland East
- Mashonaland West
- Masvingo
- Matabeleland North
- Matabeleland South
- Midlands

De provincies zijn onderverdeeld in 63 districten, verder verdeeld in afdelingen (wards).

## Geografie

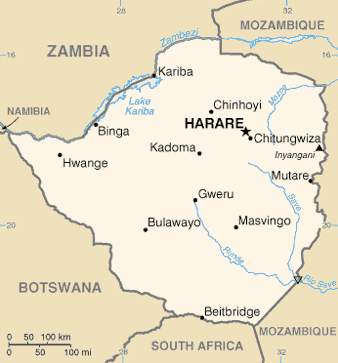
Kaart van Zimbabwe

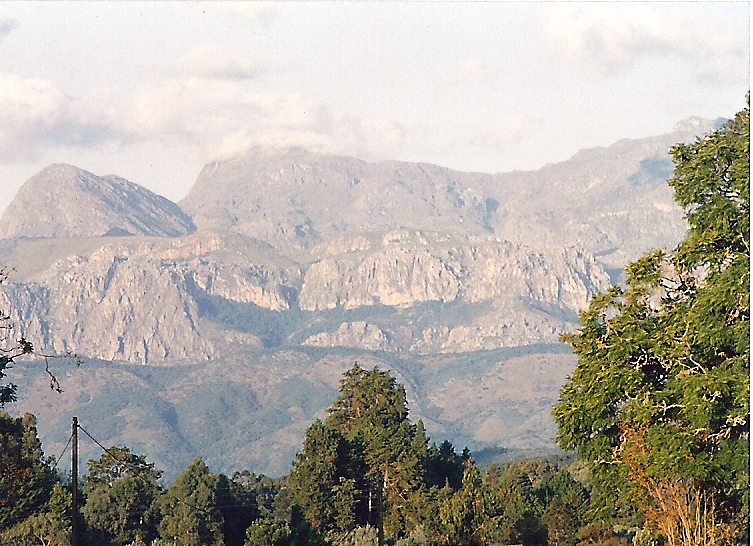
Chimanimanigebergte

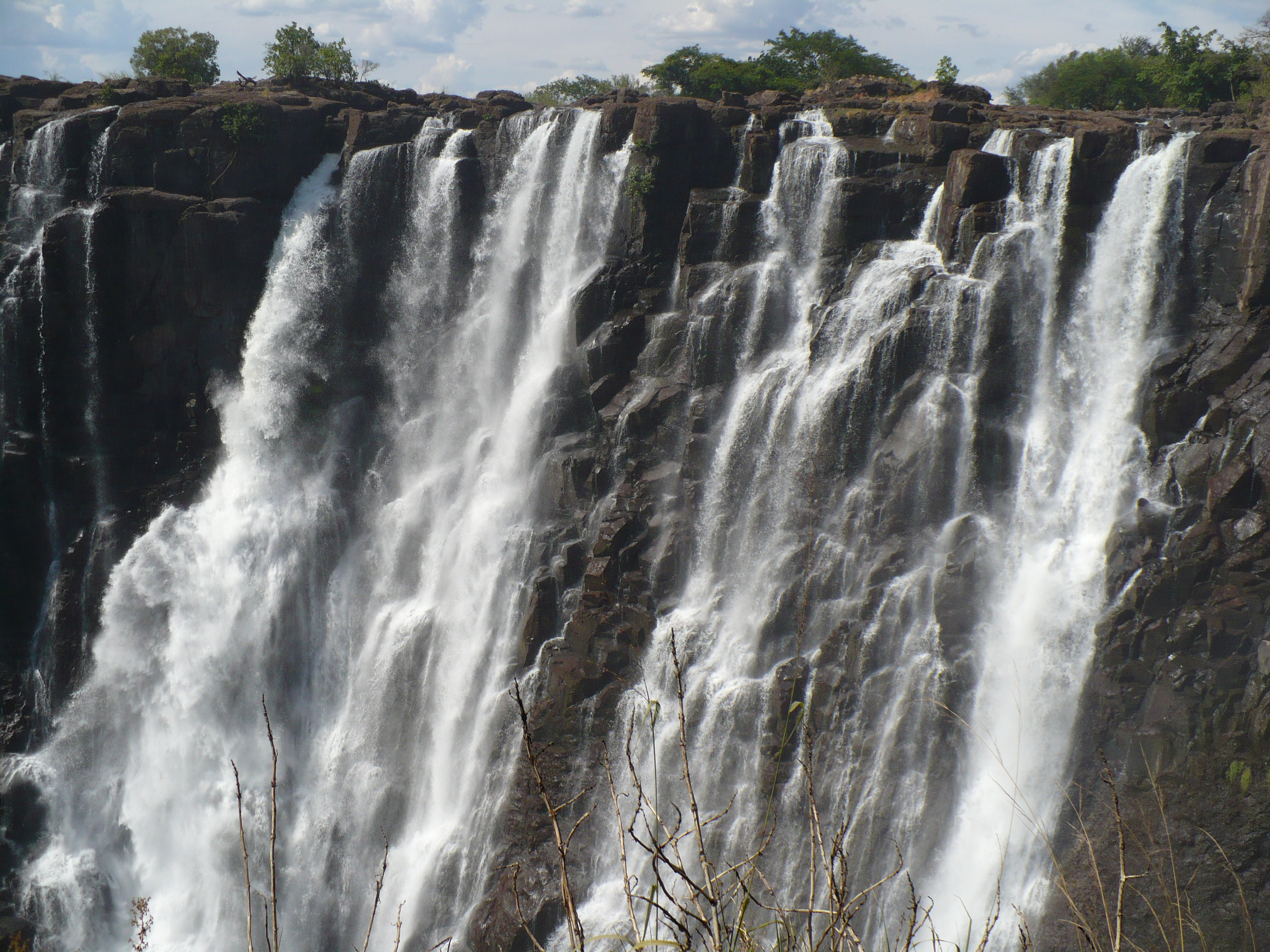
Victoriawatervallen

### Grootte en ligging
De oppervlakte van 390.580 km² is bijna 13 keer de oppervlakte van België of 9,5 keer die van Nederland. Zimbabwe grenst niet aan een zee. Buurlanden zijn Zambia, Zuid-Afrika, Botswana en Mozambique. De Limpopo rivier vormt de natuurlijke grens met Zuid-Afrika. De Zambezi en het Karibameer vormen een andere natuurlijke grens, namelijk met Zambia. Zuidoostelijk ligt er een andere belangrijke rivier: de Sabi.

### Reliëf

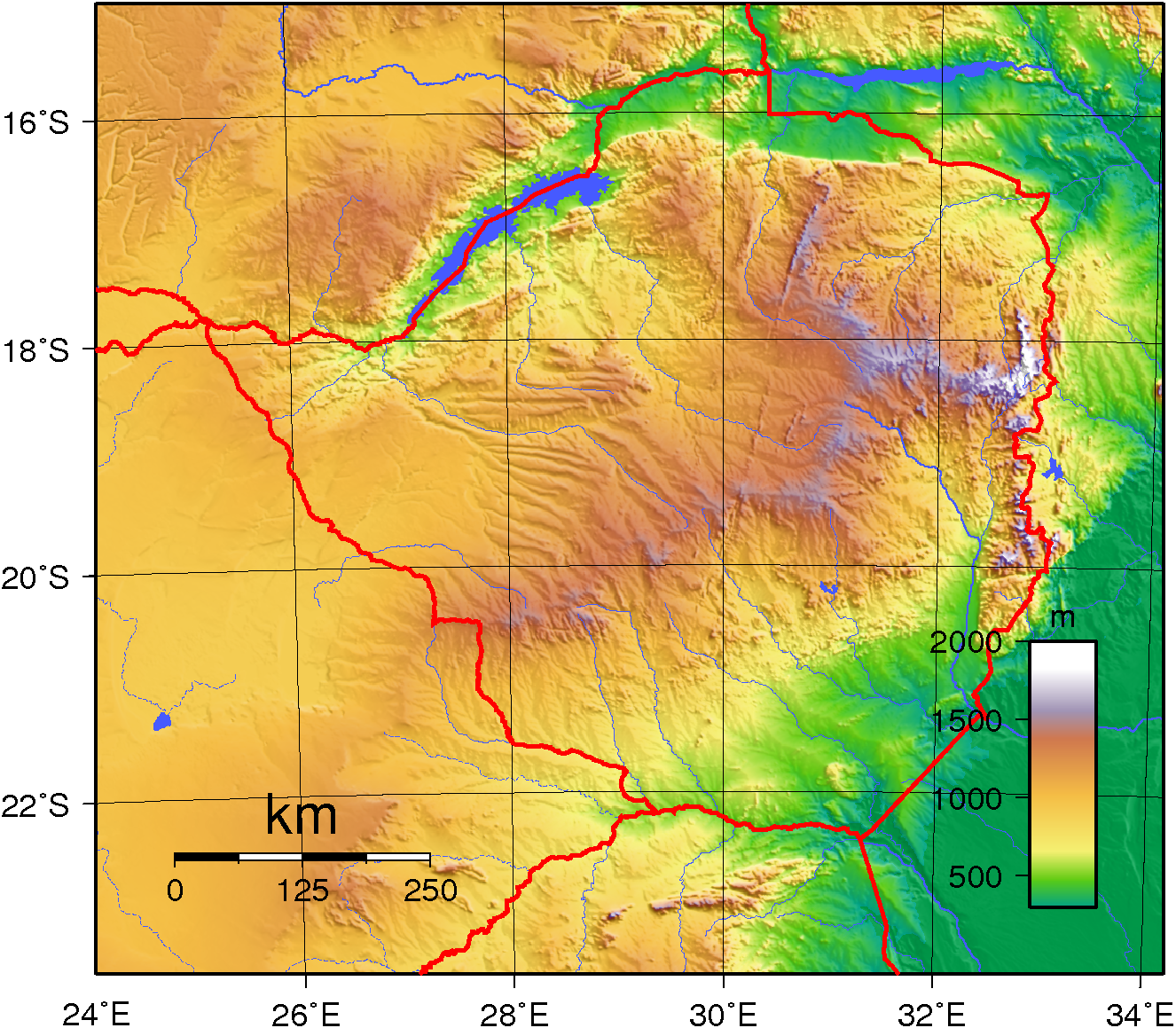
Topografische kaart van Zimbabwe

Naar hoogteligging worden 4 gebieden onderscheiden. Het 'Hoogveld' waarop de hoofdstad Harare zich bevindt ligt tussen 1200 en 1500 meter hoog en maakt ongeveer 20% van het territorium uit. Aan beide zijden van het 'Hoogveld' ligt het 'Middenveld'. Het is tussen 900 en 1200 meter hoog, en bestrijkt 40% van het land. De bekkens van de Zambezi, de Limpopo en de Sabi vormen het lager gelegen 'Lageveld'. De vierde regio is het bergland grenzend aan Mozambique, en is gelegen boven de 1500 m.
- lengte landgrenzen: Botswana: 813 km, Mozambique: 1231 km, Zuid-Afrika: 225 km en Zambia: 797 km.
- hoogste punt: Nyangani (2592 m)
- laagste punt: samenloop van de rivieren Runde en Save 162 m
- delfstoffen: steenkool, chroom, asbest, goud, koper, vanadium, lithium, tin, platina
- grootste rivier: Zambezi
- Karibameer: 6000 km²: is een stuwmeer gevormd door de aanleg in 1955 van de Karibadam in Kariba.
- Victoriawatervallen: grote waterval op de grens van Zambia.

## Demografie
In juli 2009 woonden er (volgens schattingen in de CIA World Factbook) 11,43 miljoen mensen in Zimbabwe. De meerderheid wordt met 82% gevormd door de Shona, de tweede groep is de Noord-Ndebele met 14%. De overige 4% bestaat uit Afrikanen uit andere landen (2%), kleurlingen (mixed race) en Aziaten (gezamenlijk > 1%) en blanken (< 1%). De blanke bevolking wordt geschat rond de 40.000. De administratief veel gebruikte taal in Zimbabwe is Engels, maar de 'gewone' bevolking spreekt naast Engels veelal Shona of Noord-Ndebele. De gemiddelde leeftijd is 17,6 jaar, de levensverwachting bij de geboorte ligt op 47,8 jaar. 15,3% van de bevolking tussen 15 en 49 is besmet met Hiv.

## Onderwijs
De scholen in Zimbabwe volgen het Britse onderwijssysteem. Het primair en secundair onderwijs is daarbij nauwelijks aangepast in de laatste decennia. Leerlingen volgen 7 jaar basisonderwijs en 4 ('Ordinary Level') of 6 ('Advanced Level') jaar in het middelbaar onderwijs, afhankelijk van welk onderwijsniveau ze willen bereiken. Tot de jaren 1990 werden de examens voor de 'O' en 'A' niveaus overzien door Britse examencommissies, zoals de Associated Examination Body (AEB) en de Universiteit van Cambridge. Sindsdien worden ze lokaal overzien door de Zimbabwe Education Board.
Tot 1980 waren de scholen gesegregeerd met groep A-scholen (blanke of gemengde scholen) en groep B-scholen (zwarte scholen), waarbij de beschikbare faciliteiten en curriculum de belangrijkste verschillen vormden. Groep A-scholen hadden meestal betere faciliteiten, met name op het gebied van vakken die niet tot de kern behoorden, zoals kunst, muziek en sport. Op het gebied van sport werd bij vroegere groep B-scholen met name atletiek, voetbal en netball onderwezen, waar groep A-scholen daarnaast meer mogelijkheden boden, zoals tennis, zwemmen, duiken, lacross, gymnastiek, hockey, rugby, cricket, basketbal en veldlopen. Sinds de onafhankelijkheid van Zimbabwe is dit verschil grotendeels gebleven.

## Talen
Van de talen die in Zimbabwe gesproken worden, hebben er 16 een officiële status. Shona, Noord-Ndebele en Engels worden het meest gebruikt. Daarnaast hebben ook Chibarwe, Kalanga, Khoisan, Nambya, Ndau, Nyanja, Venda, Shangani, Tonga, Tswana, Xhosa, Zuid-Sotho en de Zimbabwaanse gebarentaal een officiële status. Andere talen die er in Zimbabwe gesproken worden, zijn: Dombe, Fanagalo, Hietshware, Kunda, Lozi, Manyika, Nsenga, Tsonga en Tswa.